# 240.
240. je peto desetletje v 3. stoletju med letoma 240 in 249. 